# علي أباد بايين (همبرات)
علي أباد بایین (بالفارسية: علی‌آباد پایین) هي قرية تقع في إيران في قسم همبرات الريفي. يقدر عدد سكانها بـ 15 نسمة .